# Terezinha
Terezinha é um município brasileiro do estado de Pernambuco. Administrativamente é composto pelo distrito sede.

## História
O início do povoado ocorreu a partir de uma mercearia no Sítio Limeira. Terezinha (1948 - 1964) em 1963, Abílio Alves de Miranda junto com Adauto Gomes lutaram bastante para transformar Terezinha em um Município, o que ocorreu em 20 de dezembro de 1963 pela lei estadual nº 4.958. Em 1964 foi instalado o município, tendo Antônio Régis como prefeito interino (indicado pelo governador Miguel Arraes).

## Fundador
Sr. Abílio Alves de Miranda, em idos de 1933, estabelece-se no sitio denominado Limeira onde firma seu comércio intitulado como “Secos e Molhados”, onde inicia-se um novo progresso naquela região, podemos notar o desenvolvimento do povoado que ali surge até a fundação da cidade de Terezinha, através da matéria publicada pelo pesquisador e genealogista Eduardo Padilha dos Santos em (Meu Legado - Fundação da cidade de “Terezinha-PE”), tal relato escrito de próprio punho por, Plínio Alves de Miranda irmão do Sr. Abílio Alves de Miranda.

## Geografia
Localiza-se a uma latitude 09º03'22" sul e a uma longitude 36º37'22" oeste, estando a uma altitude de 736 metros. Sua população estimada em 2007 era de 6.735 habitantes.
Possui uma área de 213 km².
O município está localizado na unidade geoambiental da Depressão Sertaneja, com paisagem típica do semiárido nordestino. Parte da área a leste, está inserida na unidade geoambiental do Planalto da Borborema.
A vegetação nativa composta por Caatinga Hiperxerófila com trechos de Floresta Caducifólia.
O município de Terezinha está nos domínios do Grupo de Bacias de Pequenos Rios Interiores. Seus principais tributários são o Rio Paraíba e os riachos do Barro e Seco - este que constitui como o principal afluente do rio Paraíba, servindo de divisa com o município de Brejão. A maioria dos cursos d'água no município são intermitentes.